# Tricimba tenuis
Tricimba tenuis är en tvåvingeart som beskrevs av Ismay 1993. Tricimba tenuis ingår i släktet Tricimba och familjen fritflugor.
Artens utbredningsområde är Victoria i Australien. Inga underarter finns listade i Catalogue of Life.